# Elmo nagy kalandja
A Elmo nagy kalandja (eredeti cím: The Adventures of Elmo in Grouchland) 1999-ben bemutatott egész estés amerikai zenés vígjáték, amely a Szezám utca című szórakoztató sorozat alapján készült.
Amerikában 1999. október 1-jén mutatták be a mozikban, Magyarországon 2001. július 1-jén az HBO-n vetítették le a televízióban.

## Szereplők
| Szereplő                 | Eredeti hang             | Magyar hang           |
| ------------------------ | ------------------------ | --------------------- |
| Elmo                     | Kevin Clash              | Boros Zoltán          |
| Morcos taxis             | Kevin Clash              | Hegedűs Miklós        |
| Morcos börtönőr          | Kevin Clash              | Cs. Németh Lajos      |
| Bogi                     | Joey Mazzarino           | Pusztaszeri Kornél    |
| Zoe                      | Fran Brill               | Simonyi Piroska       |
| Grizzy                   | Stephanie D'Abruzzo      | Roatis Andrea         |
| Oszkár                   | Caroll Spinney           | Kassai Károly         |
| Nagymadár                | Caroll Spinney           | Seszták Szabolcs      |
| Telly szörny             | Martin Robinson          | Petrik Péter          |
| Bert                     | Frank Oz                 | Forgács Gábor         |
| Grover                   | Frank Oz                 | Fekete Zoltán         |
| Sütiszörny               | Frank Oz                 | Faragó András         |
| Ernie                    | Steve Whitmire           | Szokol Péter          |
| Futballos szörny-ember   | Steve Whitmire           | Varga Tamás           |
| Fagylaltos               | Steve Whitmire           | Dolmány Attila        |
| Morcos kukalakó          | Steve Whitmire           | Dolmány Attila        |
| Zöld gyomnövény          | Steve Whitmire           | Csuha Lajos           |
| Kismackó                 | David Rudman             | Csuha Lajos           |
| Hernyó                   | David Rudman             | Cs. Németh Lajos      |
| Kövér Blue               | David Rudman             | Garai Róbert          |
| Szűrős szörny-ember      | David Rudman             | Gesztesi Károly       |
| Morcország polgármestere | Jerry Nelson             | Gesztesi Károly       |
| Gróf                     | Jerry Nelson             | Cs. Német Lajos       |
| Morcos zsaru             | Jerry Nelson             | Garai Róbert          |
| Óriás csirke             | Dave Goelz               | Holl Nándor           |
| Szereplő                 | Színész                  | Magyar hang           |
| Huxley                   | Mandy Patinkin           | Józsa Imre            |
| Szemét királynője        | Vanessa L. Williams      | Kéri Kitty            |
| Maria Rodriguez          | Sonia Manzano            | Kocsis Mariann        |
| Gordon Robinson          | Roscoe Orman             | Bede-Fazekas Szabolcs |
| Ruthie                   | Ruth Buzzi               | Makay Andrea          |
| Luis Rodriguez           | Emilio Delgado           | Makay Andrea          |
| Gina Jefferson           | Alison Bartlett O’Reilly | Makay Andrea          |
| Susan Robinson           | Loretta Long             | Némedi Mari           |
| Bob Johnson              | Bob McGrath              | Garai Róbert          |

## Televíziós megjelenések
HBO, RTL Klub, Story4, Galaxy, Story5